# Lofòfor

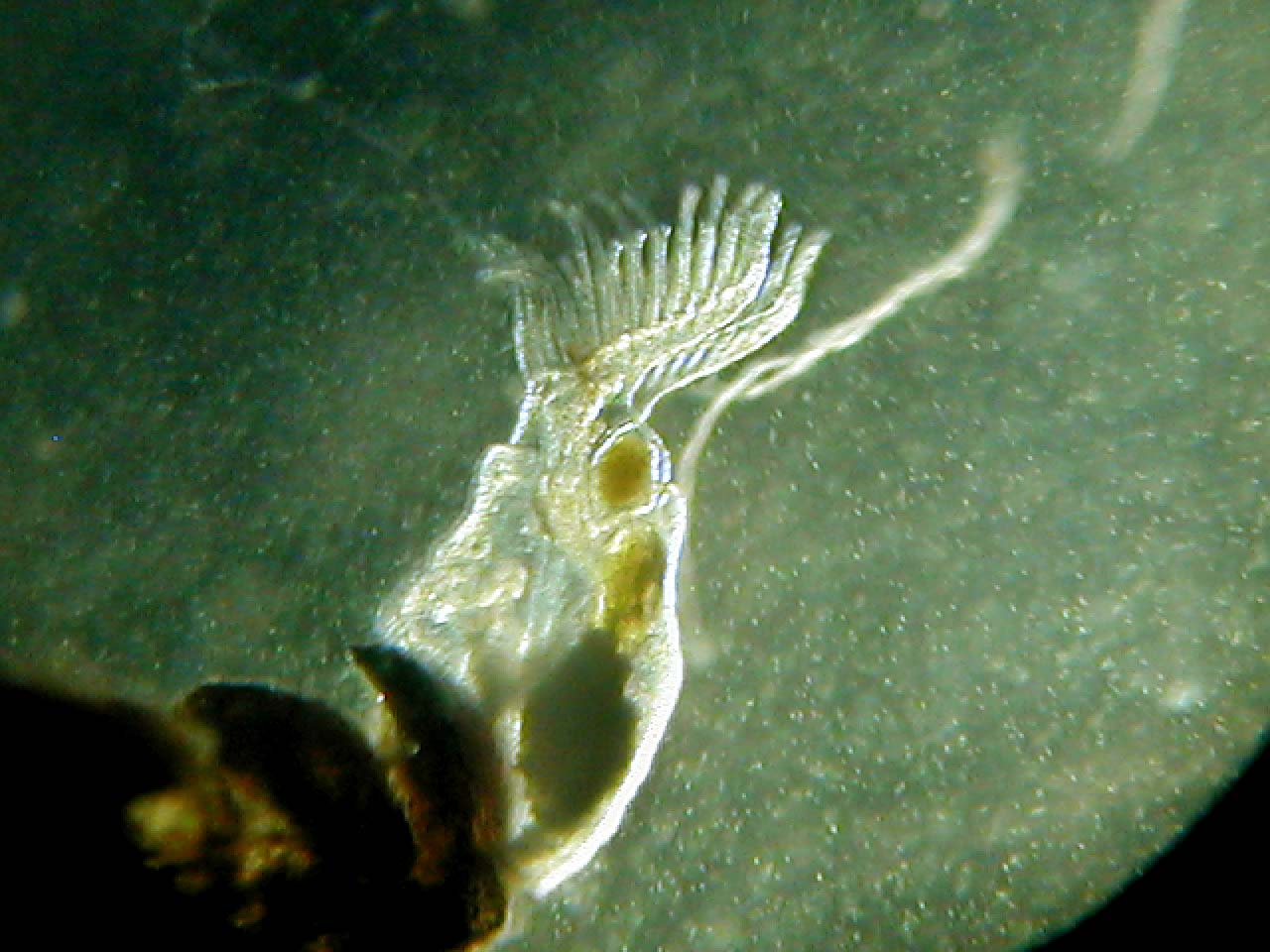
Briozou d'aigua dolça amb el lofòfor estès

El lofòfor és una estructura anatòmica amb forma de corona o de ferradura, que posseeix nombrosos tentacles recoberts de cilis que envolten la boca, però no l’anus, amb funcions tròfiques i respiratòries. El cilis vibren creant corrents d’aigua que atreuen les partícules en suspensió i aigua oxigenada fins a la boca.
El lofòfor es característic el clade dels lofoforats, que inclou els embrancaments dels braquiòpodes, els foronidis i els briozous. Pel que fa als entoproctes, en els quals la corona tentacular envolta també l'anus, han estat classificats tant dins com fora del lofoforats, per bé que els estudis en filogènia molecular els allunyen dels autèntics lofoforats, tot considerant que la seva corona tentacular no és un autèntic lofòfor.